# Pedicularis yaoshanensis
Pedicularis yaoshanensis là loài thực vật có hoa thuộc họ Cỏ chổi. Loài này được H.Wang mô tả khoa học đầu tiên năm 2006.